# Lacerta yassujica
Lacerta yassujica är en ödleart som beskrevs av  Nilson, Rastegar-pouyani RASTEGAR-POUYANI och ANDRÉN 2003. Lacerta yassujica ingår i släktet Lacerta och familjen lacertider. Inga underarter finns listade i Catalogue of Life.